# Trappola d'amore (film 1994)
Trappola d'amore (Intersection) è un film del 1994 diretto da Mark Rydell, remake del film del 1970 L'amante di Claude Sautet.

## Trama
Vincent e Sally Eastman sono marito e moglie e sono anche colleghi di lavoro nello stesso studio d'architettura. La loro coppia è in crisi: lei, bella ma fredda, mette il lavoro al di sopra di tutto; lui è stressato dagli impegni e dalla carriera. Vincent incontra ad un'asta una bella e nota giornalista, Olivia Marshak, ed i due si innamorano. Il nuovo rapporto dà il colpo di grazia al suo matrimonio, ormai logoro.
Vincent informa Sally della sua nuova relazione e decide di lasciare tutto, compresa la figlia adolescente Meaghan, per inseguire il suo nuovo amore. Il fascino di Sally e soprattutto il valore della famiglia sembrano indurre Vincent ad un ripensamento, ma quando infine decide di avviare con Olivia una nuova vita, un tragico destino lo attende. Per una serie di circostanze entrambe le donne saranno convinte che Vincent avesse scelto il rapporto con ciascuna di esse.

## Accoglienza
Il film ha guadagnato complessivamente poco più di 21 milioni di dollari, contro un budget di circa 45 milioni di dollari risultando così un vero e proprio flop al botteghino. Al contempo ha pure ricevuto recensioni negative da parte della critica. Il sito Rotten Tomatoes ha dato al film un punteggio del 7% basato su 28 recensioni.

## Riconoscimenti
- 1994 - Razzie Awards
  - Peggior attrice protagonista a Sharon Stone
- 1994 - Stinkers Bad Movie Awards
  - Peggior attrice protagonista a Sharon Stone

## Distribuzione
Il film, distribuito dalla Paramount Pictures, è stato distribuito nelle sale statunitensi a partire dal 21 gennaio del 1994.